# Рей, Фернандо
Ферна́ндо Рей (исп. Fernando Rey; настоящее имя Ферна́ндо Каса́до Арамбилье́, исп. Fernando Casado Arambillet; 20 сентября 1917, Ла-Корунья — 9 марта 1994, Мадрид) — испанский актёр кино, театра и телевидения. Известность получил благодаря своим работам в фильмах Луиса Бунюэля. Приз МКФ в Каннах за лучшую мужскую роль (1977).

## Биография
Родился в семье военного республиканца. В юности намеревался стать архитектором. Карьеру в кинематографе начал в 1936 году (в качестве фамилии взял вторую фамилию своей матери, Арамбильe Рей), снимаясь в эпизодических ролях. Первую заметную роль Рей сыграл в фильме «Эухения де Монтихо» (Eugenia de Montijo, 1944). Благодаря эффектной внешности и поставленному голосу быстро обеспечил себе амплуа «героя-любовника» снявшись в нескольких заметных развлекательных лентах 40-х годов; за фильм «Безумие любви» (Locura de amor, 1948) режиссёра Хуана де Ордуньи он получил премию как лучший актёр года.
Начиная с 1950-х годов он раскрывается как мастер психологического и комедийного кино. Роль актёра в фильме Хуана Бардема «Комедианты» (Cómicos, 1954) обратила внимание критиков. Творческие возможности Рея по-настоящему проявились в сотрудничестве с классиком кинематографа Луисом Бунюэлем в таких фильмах как «Виридиана» (Viridiana, 1961), «Тристана» (Tristana, 1970), а также в более поздних работах «Скромное обаяние буржуазии» (Le charme discret de la bourgeoisie, 1972) и «Этот смутный объект желания» (Cet obscur objet du desir, 1977).
В испанском кинематографе 70-х годов Рей в основном играл солидных влюбленных стариков («Гимн» 1976, «Непокорность», 1978). Много снимался в европейском и американском кино. Итогом его продолжительной творческой биографии (более 200 фильмов в кино и на телевидении) стала в 1991 роль Дон Кихота в 10-серийном телефильме «Дон Кихот Мигеля де Сервантеса» Гутьерреса Арагона.
С 1992 по 1994 годы Фернандо Рей был президентом испанской Киноакадемии.
Скончался в 1994 году от рака.

## Премии и награды
- «Серебряная раковина лучшему актёру» МКФ в Сан-Себастьяне — дважды: за роли в фильмах «Сомнение» (La duda, 1972) и «Зимний дневник» (Diario de invierno, 1988).
- МКФ в Каннах — за роль в фильме «Элиса, жизнь моя» (Elisa, vida mía, 1977).
- Премия Гойя за роль в фильме «Зимний дневник» (Diario de invierno, 1988)
- В 1990 году вручена Национальная премия кино.

## Избранная фильмография
- 1953 — Добро пожаловать, мистер Маршалл / ¡Bienvenido, Mister Marshall
- 1956 — Фаустина / Faustina
- 1958 — Ювелиры лунного света / Les bijoutiers du clair de lune — дядюшка
- 1959 — Сонаты / Sonatas — капитан Касарес
- 1959 — Последние дни Помпеи / Gli ultimi giorni di Pompei — первосвященник
- 1961 — Виридиана / Viridiana — дон Хайме
- 1963 — Шахерезада / Shéhérazade
- 1963 — Кастилец / El Valle de las espadas — король Леона Рамиро II
- 1965 — Фальстаф / Chimes at Midnight — Вустер
- 1966 — Эль Греко / El Greco — Филипп II
- 1966 — Возвращение семёрки / Return Of The Magnificent Seven — священник
- 1968 — Бессмертная история / The Immortal Story — торговец
- 1969 — Сервантес / Cervantes — Филипп II
- 1969 — Захватчики земли / Land Raiders — священник
- 1970 — Тристана / Tristana — дон Лопе
- 1971 — Французский связной / The French Connection — Ален Шарнье
- 1971 — Маяк на краю света — капитан Мориц
- 1972 — Белый, красный и... / Bianco, rosso e… — главный врач
- 1972 — Антоний и Клеопатра / Antony And Cleopatra — Лепид
- 1972 — Скромное обаяние буржуазии / Le charme discret de la bourgeoisie — Рафаэль Акоста, посол
- 1973 — Жестокое лицо Нью-Йорка / La faccia violenta di New York — мистер Дэвид, главарь миграционной мафии
- 1974 — Скажи это цветами / Dites-le avec des fleurs (Diselo con flores) — Жак Берже
- 1974 — Французский связной 2 / French Connection II — Ален Шарнье
- 1975 — Сиятельные трупы / Cadaveri Eccellenti — министр
- 1976 — Татарская пустыня / Il deserto dei tartari — лейтенант-полковник Натансон
- 1976 — Паскуалино «Семь красоток» / Pasqualino Settebellezze — Педро
- 1977 — Иисус из Назарета / Jesus of Nazareth — Каспар
- 1977 — Элиса, жизнь моя / Elisa, vida mía — отец Элисы
- 1977 — Этот смутный объект желания / Cet obscur objet du desir — Матьё
- 1979 — Пробка — невероятная история / L’ingorgo — Una storia impossibile
- 1979 — Квинтет / Quintet — Григор
- 1981 — Подлинная история дамы с камелиями / La vera storia della signora delle camelie — граф Штекельберг
- 1985 — Наша эра — Сенека
- 1987 — Туннель / El Túnel — Альенде
- 1986 — Лето тридцать шестого[фр.] / L'Été 36 (ТВ) — Генерал Сен-Обер
- 1988 — Луна над Парадором / Moon Over Parador — Алехандро
- 1991 — Обнажённое танго / Naked Tango — судья Торрес
- 1992 — 1492: Завоевание Рая / 1492: Conquest Of Paradise — отец Мачена